# Front Somali d'Acció Democràtica
Front Somali d'Acció Democràtica (FSOAD) conegut pel seu acrònim anglès de SODAF, fou un partit polític d'oposició al règim de Siad Barre a Somàlia, fundat a Addis Abeba el 1976 pel jutge de la cort suprema Isman Nur Ali Qonof, exiliat en aquesta ciutat.
Liderat per l'antic alcalde de Mogadiscio, Omar Hassan Mohamud "Istarliin", va ser la primera oposició primària al règim de Siad Barre establerta a Roma després de reunions entre 1974 i 1976 per polítics exiliats que van fugir de les represàlies del règim després de l'execució de l'antic ministre de Defensa, el general Salaad Gabeyre Kediye, acusat d'organitzar un contracop d'estat.
L'abril del 1979 es va unir als militars majeerteens que havien participat en el cop d'estat contra Barre el 1978, dirigits pel coronel Abdullahi Yusuf Ahmed, i a Omar Hassan Mohamed Istantin, ex alcalde de Mogadiscio, amb els seus seguidors, i es va formar el Front de Salvació de Somàlia.